# Miopatia

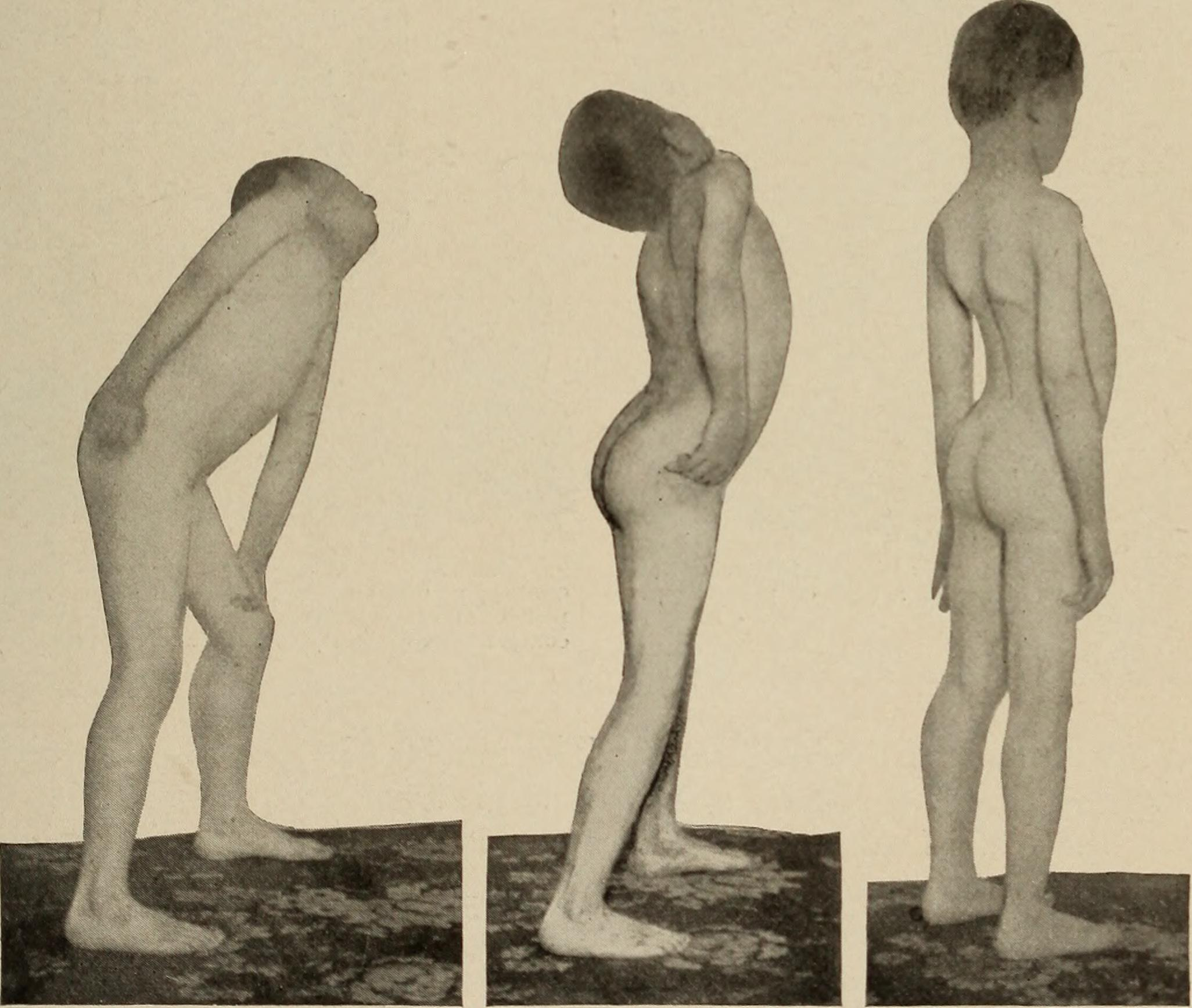
Bambino con miopatia (1908)

Il termine miopatia raccoglie qualsiasi sindrome o malattia il cui contesto clinico è dominato da alterazioni in senso anatomo-patologico, fisiologico o biochimico delle cellule o del tessuto interstiziale che compongono il muscolo volontario.

## Definizione
Tale definizione identifica specificatamente sindromi o malattie primitive del muscolo volontario (miogene) ed esclude le forme provocate da alterazioni a carico del sistema nervoso centrale (es. sclerosi multipla, adrenoleucodistrofia e malattia del motoneurone, atrofia muscolare spinale, poliomielite...) e periferico (neuropatie, radicolopatie), definite miopatie secondarie o neurogene, le malattie che apparentemente coinvolgono le fibre muscolari ma di incerta derivazione (es. fibromialgia o sindrome della fatica cronica, patologie complesse in cui sono presenti anche sintomi pseudomiopatici). e i traumi muscolari locali.
Si parla di cardiomiopatia se invece il muscolo coinvolto è solo quello cardiaco.

## Classificazione
La classificazione delle miopatie prevede la distinzione in miopatie congenite (o ereditarie) e miopatie acquisite. Esistono più di 100 tipi di miopatie attualmente identificate.

### Miopatie congenite
Solitamente vengono trasmesse per via familiare, ma vi sono sporadici casi di mutazione genetica (mutazione de novo), in cui un solo membro di famiglia sviluppa il gene portatore diventando malato o portatore sano.

#### Distrofie muscolari
Distrofie muscolari (G71.0), gruppo caratterizzato da degenerazione e successiva rigenerazione delle fibre muscolari, a causa di un difetto della proteina distrofina (con l'eccezione della CRPS e delle distrofie miotoniche). Queste malattie sono progressive in quanto i fenomeni di rigenerazione non sono sufficienti a compensare la rapida degenerazione muscolare; per questo, la maggioranza delle distrofie esitano verso disabilità grave.
- Distrofia di Duchenne
- Distrofia muscolare di Emery-Dreifuss
- Distrofia muscolare di Becker
- Miopatia X-linked con eccessiva autofagia
- Sindrome di Barth
- Miopatia di McLeod
- Distrofie dei cingoli
  - Distrofia muscolare dei cingoli 1F - LGMD1F
  - Distrofia muscolare dei cingoli 2B
  - Miopatia di Bethlem
  - Miopatia di Leyden-Moebius
  - Miopatia di Erb
  - Miopatia di Nevin
- Distrofia muscolare scapolo-peroneale a trasmissione dominante
- Distrofie muscolari congenite con esordio nel primo anno di vita[2]:
  - Distrofia muscolare congenita di Ullrich
  - Distrofie da deficit di merosina
  - Distrofie da deficit di selenoproteina 1
  - Distrofie da alterata glicosilazione dell’alfa-distroglicano (le prime tre sono considerate collegate anche alla distrofia miotonica di tipo 1)
    - Distrofia di Fukuyama
    - Muscle-Eye-Brain Disease
    - Sindrome di Walker-Warburg
    - Distrofia MDC1C
    - Distrofia MDC1D
- Distrofia miotonica di tipo 1 (o di Steinert)
- Distrofia miotonica di tipo 2 (o miopatia miotonica prossimale)
- Distrofia facio-scapolo-omerale
- Distrofia oculofaringea
- Distrofie distali:
  - Miopatia distale di Welander
  - Miopatia di Myoshi
  - Miopatia distale finlandese tibiale
  - Miopatia di Nonaka
  - Miopatia di Udd-Markesbery-Griggs
  - Miopatia di Gowers-Laing
  - Miosite ereditaria da corpi inclusi di tipo 1
  - Miopatia distale con indebolimento delle corde vocali e dei muscoli faringei
  - Zaspopatia  o miopatia distale associata al gene ZASP

#### Canalopatie
Canalopatie e miotonie non distrofiche (G71.1), malattie caratterizzate da astenia e a volte miotonia, a causa di disfunzioni dei canali ionici
- Canalopatie sodiche (canali del sodio):
  - Paramiotonia congenita (PC)
  - Paralisi periodica iperkaliemica (HYPP) o normokaliemica (gruppo paralisi periodiche famigliari: G72.3)
  - Paralisi periodica ipocaliemica tipo 2/miopatica sodico-calcica (gruppo paralisi periodiche famigliari: G72.3)
    - Miopatia vacuolare con autofagia eccessiva

  - Miotonia aggravata dal potassio (PAM)
  - Miotonia permanens
  - Miotonia fluctuans
  - Miotonia responsiva all'acetazolamide aggravata dal potassio
  - Sindrome di Brugada
- Canalopatie potassiche (canali del potassio):
  - Sindrome di Andersen-Tawil (detta anche paralisi periodica cardiodisritmica sensibile al potassio o sindrome del QT lungo di tipo 7)
  - Sindrome del QT breve

Note: diagnosi differenziale con canalopatie acquisite del potassio (es. sindrome di Isaacs, ipokaliemie nutrizionali) e paralisi ipokaliemiche e iperkaliemica dei canali di calcio e sodio
- Canalopatie cloriche (canali del cloro):
  - Miotonia congenita di Thomsen
  - Miotonia congenita di Becker
  - Miotonia levior
  - Distrofia miotonica
- Canalopatie calciche (canali del calcio):
  - Paralisi periodica ipocaliemica (HypoKPP) tipo 1 potassico-calcica (gruppo paralisi periodiche famigliari: G72.3)
  - Miopatia di Brody: causa pseudomiotonia (miotonia senza scariche miotoniche all'elettromiografia), rigidità, crampi e mialgia (fatica e dolore muscolare) indotta dall'esercizio, principalmente a braccia, gambe e viso (palpebre). I sintomi migliorano dopo alcuni minuti di riposo e possono essere esacerbati dal raffreddore. Può essere una canalopatia congenita o acquisita. In quest'ultimo caso, si utilizza anche il termine sindrome di Brody, che si riferisce a un sottogruppo clinicamente distinguibile di pazienti senza mutazioni genetiche ma che presentano le caratteristiche della miopatia di Brody
  - Tachicardia ventricolare polimorfa catecolaminergica
  - Miopatia congenita central core e miopatia multi-minicore (inclusa anche nel gruppo delle miopatie congenite)
- Canalopatie incerte:
  - Spasmofilia normocalcemica (ipotizzato malassorbimento nei canali del calcio, del potassio, del magnesio o del sodio)

#### Miopatie congenite non distrofiche
Miopatie congenite (G71.2), gruppo caratterizzato da alterazioni fisiologiche, biochimiche e/o strutturali in assenza di degenerazione distrofica od infiammatoria. In alcune deve ancora essere identificato il gene difettoso.
- Miopatie da alterazione di strutture intrinseche del sarcomero e degli organelli (miopatie con aggregati tubulari, miopatia sarcotubulare, ecc.)
- Miopatia congenita central core e miopatia multi-minicore
- Miopatia nemalinica
- Miopatia da disproporzione congenita dei tipi di fibre
- Miopatie da alterazione della posizione del nucleo (es. miopatia centronucleare o miotubulare)
- Miopatia miofibrillare
- Miosite congenita a corpi inclusi
- Miastenie congenite
- Sindrome di Carey-Fineman-Ziter
- Cardiomiopatia aritmogena congenita
- Cardiomiopatia ipertrofica
- Cardiomiopatia del ventricolo sinistro non compattato
- Difetto di conduzione cardiaca progressivo o malattia di Lenegre
- Cardiomiopatia dilatativa
- Cardiomiopatia restrittiva primaria senza ipertrofia
- Miopatia minimal change (miopatia congenita con lesioni minime)
- Fibrodisplasia ossificante progressiva
- Assenza congenita di muscoli
- Miopatie viscerali o intestinali (es. pseudo-ostruzione intestinale cronica primaria ad eziologia miopatica)

#### Miopatie mitocondriali
Miopatie mitocondriali (G71.3), caratterizzate da alterazione dei mitocondri. In virtù della presenza dei mitocondri in tutte le cellule dell'organismo, la miopatia mitocondriale costituisce una delle manifestazioni di un più ampio corredo sintomatologico, specie con esordio in giovane età; alcune, specie quelle dell'adulto, si manifestano anche solo come ipostenia e intolleranza all'esercizio fisico, divenendo difficili da identificare, per somiglianza con altre miopatie:
- Oftalmoplegia cronica progressiva (oftalmoplegia esterna progressiva cronica a esordio nell'età adulta con miopatia mitocondriale)
- Miopatia mitocondriale di Kearns-Sayre
- Miopatia mitocondriale con encefalopatia, acidosi lattica ed episodi tipo ictus (MELAS)
- Sindrome MERRF
- Sindrome POLIP
- Mioclono-epilessia con fibre rosse raggiate
- Malattia di Alpers
- Deficit primitivo di coenzima Q10[5]:
  - Encefalomiopatia infantile
  - Malattia infantile severa multisistemica
  - Sindrome di Leigh o encefalopatia necrotizzante subacuta della prima infanzia
- Deficit secondario di coenzima Q10[5]:
  - Miopatia con atassia cerebellare
  - Miopatia mitocondriale isolata dell'adulto: la miopatia isolata presenta un esordio subacuto in età giovanile, nell'arco di 3-6 mesi, con sintomi come intolleranza all'esercizio fisico e debolezza muscolare, sporadica mioglobinuria (mioglobina nelle urine, segno di danno alla massa muscolare, condizione pericolosa con rischio di danno renale), senza grave coinvolgimento del sistema nervoso centrale, con incremento del CPK e dell’acido lattico.
- Miopatie mitocondriali enzimatiche dell'adulto, ad esempio:
  - Miopatie da mancanza di carnitina
  - Miopatie da aumento di acido lattico
  - Miopatia da carenza di coenzima Q (simile al deficit secondario di Q10)
  - Miopatia da mancanza della carbossilasi del piruvato
  - Miopatia da mancanza della deidrogenasi del piruvato
- Sindrome di Pearson
- Sindrome da deplezione del DNA mitocondriale (forma miopatica, forma miopatica benigna ad esordio tardivo e forma cardiomiopatica)
- Malattia di Luft
- Distrofia miotonica di tipo 2[6]

È stato ipotizzato che la sindrome della fatica cronica e patologie correlate come la fibromialgia, o almeno alcune forme di esse, possano essere una forma non identificata di miopatia mitocondriale sistemica, acquisita o congenita. Anche malattie neurologiche come la sclerosi laterale amiotrofica presentano danno mitocondriale (ai motoneuroni).

#### Miopatie metaboliche
Miopatie metaboliche (G73.6), varie e dovuto all'alterazione del metabolismo di diverse sostanze
- Miopatie da alterazioni del metabolismo dei carboidrati (es. glicogenosi muscolari come malattia di McArdle, malattia di Pompe, malattia di Tarui)
- Miopatie da alterazioni del metabolismo purinico
- Miopatie da alterazioni del metabolismo lipidico

### Miopatie acquisite

#### Miopatie infiammatorie
Miopatie infiammatorie (G72.4), caratterizzate da infiltrato leucocitario tra le fibre muscolari, con necrosi e fibrosi. Il quadro clinico dominato da ipostenia e dolore (numerose forme di miosite).
- Dermatomiosite
- Polimiosite
- Miosite a corpi inclusi
- Miosite da farmaci
- Miosite eosinofilica
- Miofascite macrofagica
- Miopatia infiammatoria associata a malattie infiammatorie sistemiche (vedi autoimmunità)
- Miocardite (o cardiomiopatia infiammatoria)
- Cardiomiopatia peripartum
- Piomiosite
- Fascite necrotizzante

#### Miopatie associate a malattie sistemiche
Miopatie associate a malattie sistemiche possono essere:
- Miopatie endocrine, come quella osservata in corso di distiroidismo, ipotiroidismo (neuromiopatia da ipotiroidismo o da tiroidite di Hashimoto), ipertiroidismo (es. paralisi periodica tireotossica, del gruppo paralisi periodiche famigliari: G72.3); ipoparatiroidismo (spasmofilia ipocalcemica da ipoparatiroidismo) o nel caso di spasmofilia normocalcemica da derivazione incerta (canalopatia non congenita)
- Miopatie associate a disionie
- Cardiomiopatie secondarie
- Altre canalopatie non congenite (es. neuromiotonia acquisita)
- Miosite associata a connettiviti (artrite, sarcoidosi, lupus eritematoso sistemico, sclerodermia...)
- Miopatia associata a vasculite

#### Miopatie tossiche e nutrizionali
Miopatie tossiche e nutrizionali:
- Miopatia alcolica
- Miopatia da antiblastici
- Miopatie ipokaliemiche non congenite
- Miopatie da compromissione della sintesi proteinca
- Miopatie autofagiche
- Miopatie da farmaci
- Cardiomiopatia associata a nascita da madri con diabete insulino-dipendente

#### Altre (classificazione incerta o variabile)
- Cardiomiopatia associata a tachicardia
- Sindrome tako-tsubo o cardiomiopatia da stress
- Sindrome miositica tensiva[8][9]
- Sindrome di Volkmann
- Sindrome compartimentale post-infettiva o post-ischemica
- Artrogriposi multipla complessa
- Miosite ossificante
- Sindrome dell'uomo rigido (neuropatia con miopatia)
- Neuromiotonie (es. sindrome di Isaac)
- Miastenia gravis (giunzione neuromuscolare)
- Sindrome miasteniforme di Lambert-Eaton (giunzione neuromuscolare, canali del calcio)
- Rabdomiolisi (miopatia acquisita acuta infiammatoria con rottura del tessuto muscolare)

### Miopatie aspecifiche
- Miopatie non specifiche o aspecifiche è termine che raggruppa malattie neuromuscolari non identificabili o non diagnosticate con sicurezza, di origine idiopatica, primarie o no (con esclusione di neuropatie periferiche aspecifiche); oppure miopatie acquisite o congenite, benigne o moderate, non identificate con precisione (o non classificate) poiché rare e di difficile diagnosi, o non studiate; solitamente si presentano solo con affaticabilità, ipotrofia e ipotonia, senza grave invalidità; la debolezza è lieve, limitata, a volte con scoliosi, ptosi palpebrale e difetti posturali, nei bambini si nota scarso accrescimento. Talvolta il paziente non ne è consapevole per molto tempo, può sperimentare stanchezza, crampi, fenomeni pseudo-miotonici, ecc. Il tutto non è riconducibile a una sintomatologia o a un quadro genetico specifico. Circa 1/3[10] delle miopatie congenite resta aspecifico o riconducibile a nuovi geni che vengono scoperti nel paziente, anche rari, poiché presenti in poche famiglie o mutazione de novo. Gli aggravamenti possono esserci in concomitanza di fattori esterni che peggiorino il quadro, o con l'invecchiamento.[11] Diagnosi effettuata con rilevamento di anomalie muscolari aspecifiche tramite biopsia muscolare ed elettromiografia.

## Profilo clinico
Benché la composizione dei sintomi e segni clinici è diversa tra le varie miopatie e talora all'interno della stessa entità patologica, è possibile riconoscere diverse manifestazioni tipiche, tra cui
- Deficit di forza (ipostenia), sia stabile, fluttuante o progressiva (vari segni clinici: deficit nella presa, nella deambulazione, nella respirazione, disfagia, diplopia, ptosi palpebrale)
- Atrofia muscolare miogena o da disuso (a causa di mancanza di forza, stanchezza eccessiva, immobilità forzata), a seconda del tipo di miopatia
- Fatica
- Variazioni della massa muscolare (ipotrofia, o pseudo-ipertrofia)
- Dolore, specie muscolare
- Contratture, strappi, spasmi
- Crampi muscolari dopo sforzo[12] (caratteristiche di gligogenosi e mitocondriali)
- Mioclono, fascicolazioni sporadiche (in alcuni tipi)
- Miotonia (in canalopatia e distrofia miotonica)
- Rigidità muscolare
- Ipotonia muscolare o ipertonia paradossale (in miotonia congenita)
- Alterazioni dei riflessi osteo-tendinei profondi (areflessia o iporeflessia)
- Sintomi sistemici (endocrini, neurologici, oftalmologici, dermatologici, gastrointestinali) ad apparati esterni al sistema muscolare (in canalopatie, distrofia muscolare, glicogenosi, miositi e miopatie mitocondriali), sintomi respiratori e cardiaci (in alcune canalopatie e distrofie, a causa di disturbi di aritmia del sistema di conduzione del cuore, o di cardiomiopatia dovuta a debolezza del tessuto del miocardio)

In caso di cardiomiopatia primitiva le alterazioni sono principalmente al muscolo cardiaco; in miopatie infettive ci sono anche sistemi da infezione.
Tutti i muscoli possono essere colpiti, prevalentemente la muscolatura striata, seguita dal muscolo cardiaco e in certi casi anche la muscolatura liscia.
Il deficit di forza o ipostenia è in assoluto la manifestazione più frequente tra le miopatie. L'ipostenia deve essere attentamente valutata in corso di esame obiettivo al fine di definirne le caratteristiche temporali e spaziali. In base al decorso temporale si distingue infatti un'ipostenia fluttuante (o episodica) e un'ipostena costante: la prima, caratterizzata da periodi di forza normale tra i periodi critici, è tipica delle miopatie di origine metabolica e delle canalopatie, anche se si riscontra frequentemente nei disturbi di trasmissione neuromuscolare, che entrano in diagnosi differenziale. L'ipostenia costante è invece presente nella maggior parte dei casi e può essere distinta in non progressiva e progressiva. Le non progressive sono tipiche delle miopatie congenite e di diversi tipi di distrofia muscolare, mentre le progressive vengono ulteriormente divise in acute, subacute e croniche. Mentre le prime due sono tipiche delle miopatie acquisite di tipo infiammatorio (polimiosite e dermatomiosite), le ultime sono caratteristiche delle forme più gravi di distrofia muscolare, con lento ed inesorabile declino della funzione muscolare. Le caratteristiche spaziali sono oltremodo importanti per valutare i diversi tipi di distrofia muscolare: ad esempio, mentre la distrofia di Duchenne o di Becker esordiscono con ipostenia dei muscoli prossimali (cingolo scapolare e cingolo pelvico, muscoli grande pettorale e piccolo pettorale, muscoli del braccio e tipicamente il muscolo tricipite della sura), la distrofia di Emery-Dreifuss si caratterizza per tipica assenza di ipostenia alla muscolatura prossimale degli arti inferiori (benché vi sia coinvolgimento della muscolatura distale). Come dice la locuzione stessa, la distrofia facio-scapolo-omerale si caratterizza invece per ipostenia della muscolatura facciale e dei muscoli prossimali dell'arto superiore. La valutazione deve quindi estendersi ai muscoli di faccia e collo, con particolare attenzione ai muscoli elevatori della palpebra ed oculomotori; infatti, un attento esame obiettivo della forza muscolare dei diversi distretti muscolari può essere da solo sufficiente ad indirizzare verso le varie possibilità diagnostiche.

La fatica è un sintomo tipico di molte malattie sistemiche croniche come le connettiviti, sclerosi multipla, anemia sideropenica, di neoplasie solide od ematologiche e di sindromi ansioso-depressive; per questo e ricordando che esistono miopatie acquisite secondarie a malattie sistemiche e neoplasie, la fatica è spesso un fattore confondente. Un modo per inquadrare il tipo di fatica è sottoporre il paziente a test che valutino l'intolleranza all'esercizio (locuzione più specifica del termine fatica) da un punto di vista spaziale e temporale.

Le variazioni della massa muscolare possono essere in senso ipertrofico e in senso ipotrofico, fino a pseudo-sarcopenia, con perdita involontaria di peso. Tra le prime è tipica l'ipertrofia che si osserva nel Muscolo tricipite della sura (in realtà dovuto ad infiltrazione di grasso e tessuto connettivo) in corso di distrofia di Becker o Duchenne. Ipertrofie diffuse sono invece tipiche delle varie distrofie del cingoli, nella miotonia congenita di Thomsen e in alcune malattie metaboliche (glicogenosi, talora ipotiroidismo). Le alterazioni in senso ipotrofico (atrofia muscolare o amiotrofia) si realizzano in moltissime miopatie e, lungi dall'essere specifiche, sono espressione del deficit stenico e della paresi muscolare.

Il dolore è un sintomo cardine tra le miopatie e viene distinto in dolore profondo (o mialgia), contrattura, crampo e rigidità.

La mialgia viene ulteriormente divisa in generalizzata e localizzata. Le prime sono tipicamente associate a malattie infiammatorie, come la miosite virale, la polimiosite e la fascite eosinofila, a malattie tossiche, tra tutte la miopatia alcolica acuta, a malattie del sistema endocrino, come la miopatia ipotiroidea e la miopatia ipertiroidea, e a miopatie ereditarie, come le miopatie associate a patologie mitocondriali, la glicogenosi e le distrofinopatie. Inoltre, si associano a mialgia sistemica la fibromialgia, la polimialgia reumatica, la distrofia miotonica di tipo 2 e patologie più rare, come le miopatie con aggregati tubulari. Mialgie localizzate sono invece raramente associate a miopatie e sono tipiche delle miosit, delle piomiositi e delle mionecrosi focali, dei traumi muscolari, dell'eccessivo esercizio fisico e della miosite granulomatosa.

Le contratture sono espressione di contrazioni muscolari persistenti e molto dolorose, evocate dall'esercizio fisico. Sono tipiche delle miopatie da deficit del metabolismo (come nella alterazione delle vie glicolitiche) e nella canalopatie.

I crampi muscolari sono invece contrazioni muscolari fugaci, comunque dolorose, ben apprezzabili all'ispezione e alla palpazione. Differentemente dalla contratture, vi è una debole associazione all'esercizio fisico e si manifestano sovente a riposo. Benché possano essere frequenti in corso di miopatia, sono manifestazioni presenti anche nella popolazione sana e hanno un'origine benigna. Si associano infatti a disidratazione per sudorazione eccessiva o ridotto introito di sali e liquidi, benché possano essere anche manifestazioni in corso di ipotiroidismo e sindrome uremica. Possono essere risolti dal stiramento opposto al senso di contrazione e assumendo integratori salini (sodio, potassio, calcio, magnesio).

La rigidità muscolare, definita come resistenza allo stiramento passivo e al rilascio muscolare, spesso associata a dolore, deve essere distinta dalla miotonia, definita invece come contrazione muscolare protratta per ritardato rilasciamento. La rigidità muscolare, tipica di alcune miopatie, si associa tuttavia a diverse malattie neurologiche ed infiammatorie e per questo non è un rilievo affidabile di miopatia.
L'ipotonia muscolare è un segno tipico delle miopatie congenite (ma anche di alcune neuropatie) e per questo deve essere ricercata nella prima infanzia valutando i riflessi posturali (aboliti).

I riflessi muscolari profondi sono tipicamente aboliti, costituendo un segno tipico delle miopatie acute e degli stadi tardivi delle forme croniche.

## Diagnosi
La diagnosi definitiva di miopatia avviene quasi sempre per biopsia muscolare e/o, nei casi di miopatie genetiche o congenite, tramite test diagnostico tramite sequenziamento del DNA in seguito a esami del sangue (che possono essere invece negativi, ma spesso sono positivi - nelle distrofie e nelle acidosi lattiche - al CPK e LDH), diagnosi differenziale ed elettromiografia, escludendo le neuropatie e le patologie del sistema nervoso centrale (es. malattia del motoneurone, sclerosi multipla), tramite esami come la risonanza magnetica.

## Terapia
L'approccio terapeutico varia in base al tipo di miopatia. Nel caso di miopatia acquisita, la terapia è indirizzata verso l'eliminazione delle condizioni patologiche scaturenti: così, mentre in caso di patologia infiammatoria si può ricorrere ai corticosteroidi o ad altri farmaci immunosoppressori, in caso di patologia endocrinologica si deve provvedere a correggere il difetto ormonale di base, nonché provvedere a correggere eventuali disionie. L'approccio terapeutico diventa invece oltremodo difficoltoso nelle miopatie ereditarie, non esistendo ancora terapie specifiche indirizzate alla risoluzione del quadro miopatico. Per questo si rende essenziale l'approccio fisiatrico e la terapia fisica, in grado di diminuire rigidità e mialgie, l'utilizzo di farmaci mio e neuroprotettici e di farmaci utili a controllare la sintomatolgia.